# Patrimoine culturel du Japon

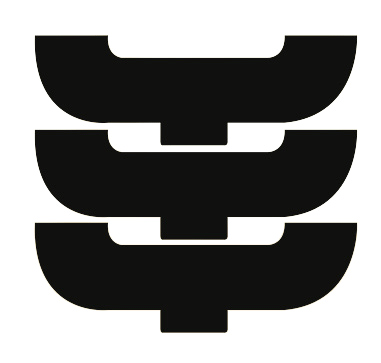
Le logo de la protection des propriétés culturelles est symbolisé par un, élément d’architecture japonaise.

Le patrimoine culturel du Japon (文化財, bunkazai), relevant de l’Agence pour les affaires culturelles, est constitué des biens, traditions ou notions particulièrement importantes de la culture du peuple japonais. Il recoupe notamment : le patrimoine matériel (architecture, arts et artisanat), le patrimoine vivant (arts scéniques, techniques et savoir-faire), le patrimoine ethnologique ou folklorique (matériel ou non), les sites historiques, scéniques et naturels, les paysages culturels, et enfin les ensembles architecturaux traditionnels ; de plus, le patrimoine enfoui (tombes, ruines…) et les techniques de conservation des biens culturels sont également protégés.
Les éléments désignés comme biens culturels doivent être préservés et transmis comme des éléments à part entière de l’héritage culturel du peuple japonais,.
Ces propriétés sont protégées selon les termes de la Loi sur la protection du patrimoine culturel de 1950 qui définit un « système de désignation » (指定制度), soit une procédure encadrant la sélection et la nomination des propriétés culturelles. La loi impose également des restrictions sur l’altération, la rénovation et l’exportation à l’étranger des biens désignés. Ces derniers peuvent relever de trois échelons : national (国指定文化財), préfectoral (都道府県指定文化財) ou municipal (市町村指定文化財).
Au 1er mai 2014, le nombre de biens culturels se montait environ à 16 000 au niveau national, 21 000 au niveau préfectoral et 87 000 au niveau communal (sachant qu’une propriété peut en fait inclure plusieurs éléments ou pièces,). Parallèlement au système de désignation existe également un système d’enregistrement, garantissant un niveau moindre de protection et d’aides.

## Organisation du patrimoine culturel
La Loi sur la protection du patrimoine culturel de 1950 et les divers amendements subséquents prévoient huit catégories de biens pouvant être désignés (指定制度), sélectionnés ou enregistrés (cf. le tableau ci-dessous). Comparé aux systèmes occidentaux, le patrimoine au Japon apporte des principes particuliers que sont l’importance des biens naturels ainsi que des processus et techniques de production des biens culturels matériels, d’où par exemple la possibilité de désigner des personnes détentrices d’un savoir ou savoir-faire traditionnel, nommées familièrement « trésors nationaux vivants ».
Différentes traductions des termes japonais sont possibles pour chaque catégorie. Le tableau ci-dessous donne à titre indicatif les traductions de Marc Bourdier et Estelle Bauer (par la suite, sauf précision contraire, la traduction d’Estelle Bauer, reprise par Christophe Pottier ou Christophe Marquet, est employée). À noter que la catégorie des paysages culturels (bunkazai keishiki) n’y est pas traduite.
| Japonais                 | Marc Bourdier                | Estelle Bauer                                            |
| ------------------------ | ---------------------------- | -------------------------------------------------------- |
| Yūkei bunkazai           | Bien culturel tangible       | Patrimoine matériel                                      |
| Mukei bunkazai           | Bien culturel intangible     | Patrimoine vivant                                        |
| Minzoku bunkazai         | Bien culturel folklorique    | Patrimoine ethnologique                                  |
| Kinenbutsu               | Monuments et sites naturels  | Lieux de mémoire (historiques, pittoresques ou naturels) |
| Bunkazai keishiki        | —                            | —                                                        |
| Dentōteki kenzōbutsu-gun | Groupes de bâtiments anciens | Ensembles architecturaux traditionnels                   |
| Bunkazai hozon gijutsu   | —                            | Techniques de conservation du patrimoine                 |
| Maizō bunkazai           | —                            | Patrimoine enfoui                                        |

### Patrimoine matériel

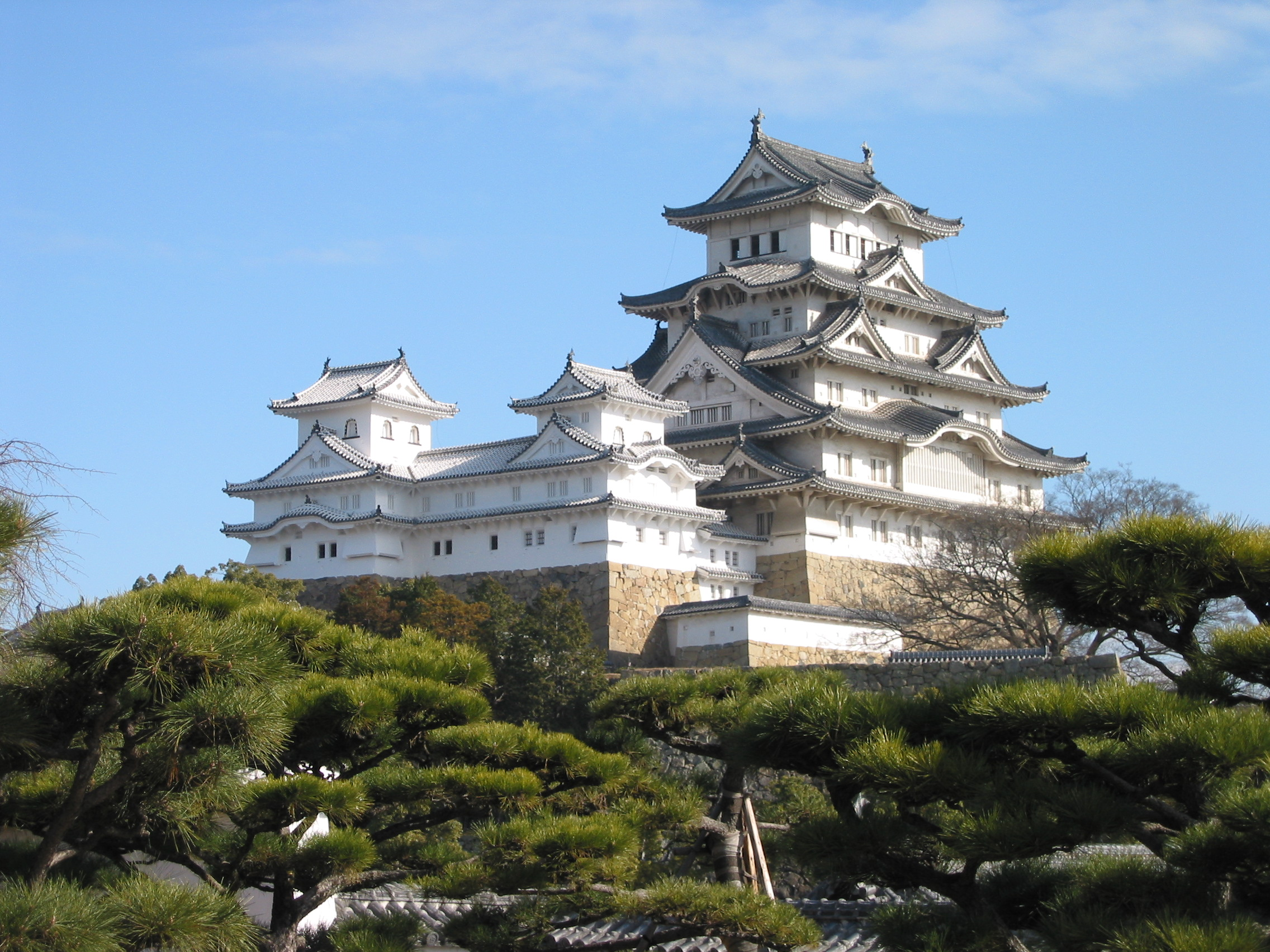
Château de Himeji, désigné trésor national en 1951 (patrimoine mondial de l’UNESCO).

Le patrimoine matériel (有形文化財, yūkei bunkazai), ou les biens culturels tangibles, regroupe les propriétés d’un fort intérêt historique ou artistique de nature tangible, c’est-à-dire structures (sanctuaires, temples, châteaux, autres) et objets d’art ou d’artisanat (peintures, sculptures, artisanat, calligraphies, anciens documents, objets archéologiques, matériel historique, autre).
Les biens matériels d’intérêt ou de valeur particulièrement remarquable peuvent être classés biens culturels importants (重要文化財, jūyō bunkazai, souvent abrégé jūbun (重文)), puis trésors nationaux (国宝, kokuhō) pour les plus inestimables.
En accord avec la loi, toute altération d’une propriété culturelle matérielle nécessite l’accord préalable de l’État, de même que leur sortie du territoire national. Le Trésor du Japon assume les frais de restauration et de conservation des pièces, et le Commissariat aux affaires culturelles fournit une assistance pour l’administration, la restauration, les expositions publiques ou autres activités. La conservation proprement dite reste à charge du détenteur (qui peut être l’État), mais avec une aide financière en cas de dépenses importantes. Compte tenu de l'emploi constant de matériaux inflammables (bois, écorce...) au Japon, leurs détenteurs reçoivent des aides supplémentaires pour prévenir tout désastre par le feu.

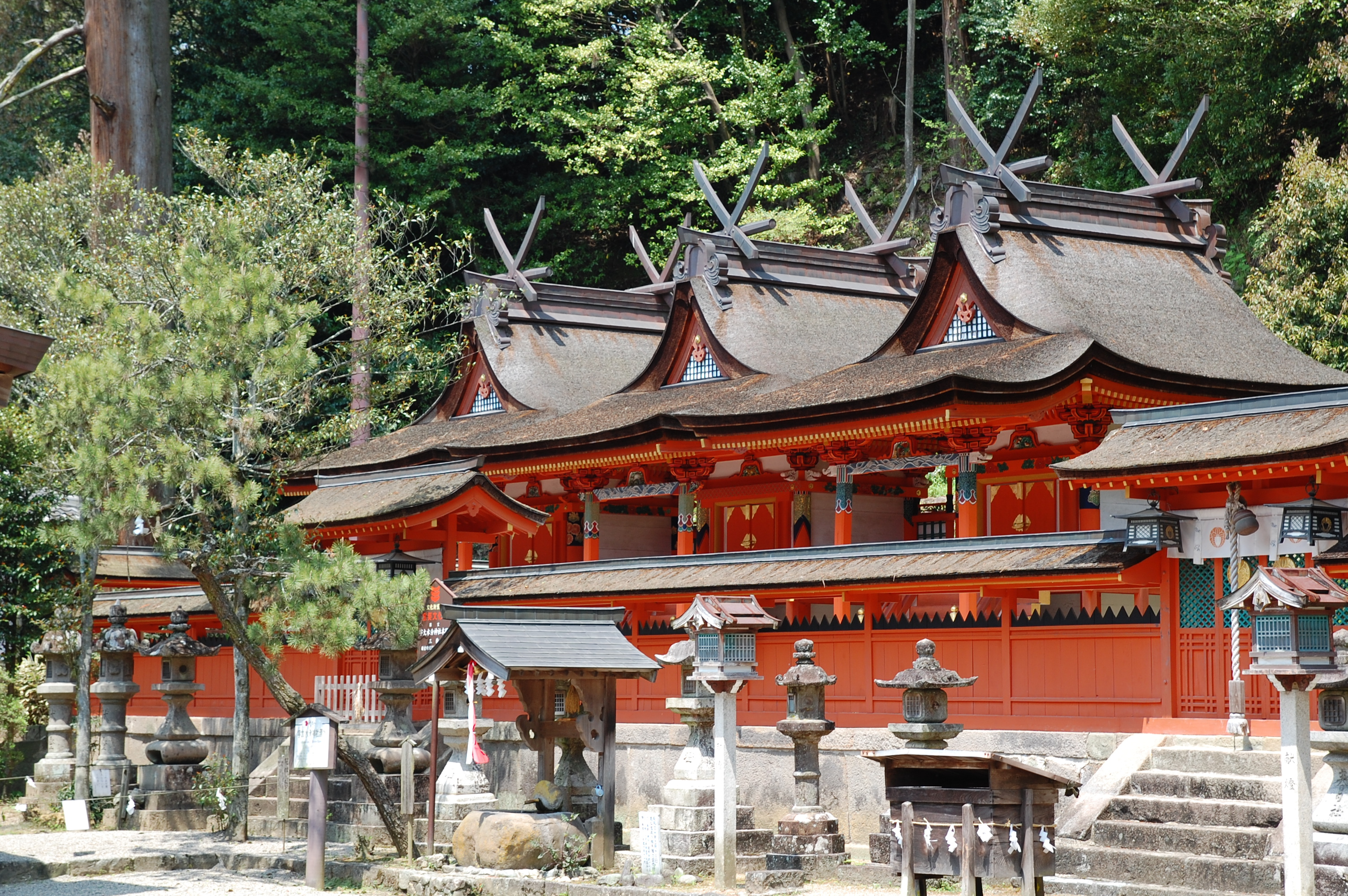
Sanctuaire Uda Mikumari-jinja à Uda, préfecture de Nara.

Au 1er février 2015, 13 001 biens culturels importants étaient désignés, dont 1 093 trésors nationaux répartis en environ 20 % de structures et 80 % d’objets. Plus précisément : 2 428 sites historiques (comprenant un total de 4 695 bâtiments et autres structures), 1 994 peintures, 2 685 sculptures, 2 445 pièces d’artisanat, 1 900 calligraphies ou livres, 754 anciens documents, 612 pièces archéologiques, et 183 ressources historiques classées biens culturels importants. Parmi ces pièces, le nombre de trésors nationaux se monte à : 221 structures (271 bâtiments et autres structures), 159 peintures, 128 sculptures, 252 pièces d’artisanat, 224 calligraphies ou livres, 60 anciens documents, 46 pièces archéologiques et 3 ressources historiques. En sus, les biens culturels importants peuvent également être désignés au niveau préfectoral (12 581 pièces) et communal (51 112 pièces).

### Patrimoine vivant

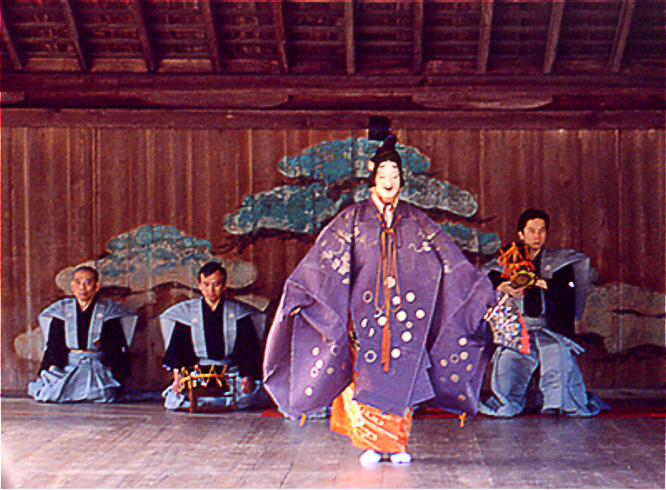
Pièce de théâtre nô au sanctuaire d'Itsukushima.

Le patrimoine vivant (無形文化財, mukei bunkazai), immatériel ou intangible, regroupe les arts scéniques, métiers artisanaux et coutumes culturelles présentant un intérêt historique ou artistique, comme le théâtre, la musique, les savoir-faire ou les techniques d’artisanat. Ce type de biens correspond approximativement au patrimoine culturel immatériel de l’UNESCO. Le patrimoine vivant apparaît particulièrement important au Japon, où les techniques, les savoirs et l’essence des biens importent autant que les biens matériels proprement dit.
De la même façon, les biens culturels vivants particulièrement précieux peuvent être désignés biens culturels intangibles importants (重要無形文化財, jūyō mukei bunkazai). La maîtrise de techniques ou savoir-faire associés est reconnue en même temps, afin de favoriser leur transmission. Il existe trois types de reconnaissance : individuelle, collective ou de groupe. Les personnes primées individuellement reçoivent une dotation de deux millions de yens par an ; ils sont communément appelés « trésors nationaux vivants » du Japon, ou plus correctement « détenteurs d’un bien culturel immatériel » ; cette notion de patrimoine lié à une personne apparaît comme une spécificité japonaise, signifiant que les techniques et arts traditionnels sont actualisés et restent liés au présent,. L’État finance également en partie la transmission des techniques à des apprentis et les démonstrations publiques pour les groupes.
Au 1er février 2015, on dénombrait 142 biens culturels intangibles importants (incarnés par 115 individus et 27 groupes), auxquels s’ajoutent 171 désignations préfectorales et 512 communales,.

### Patrimoine ethnologique

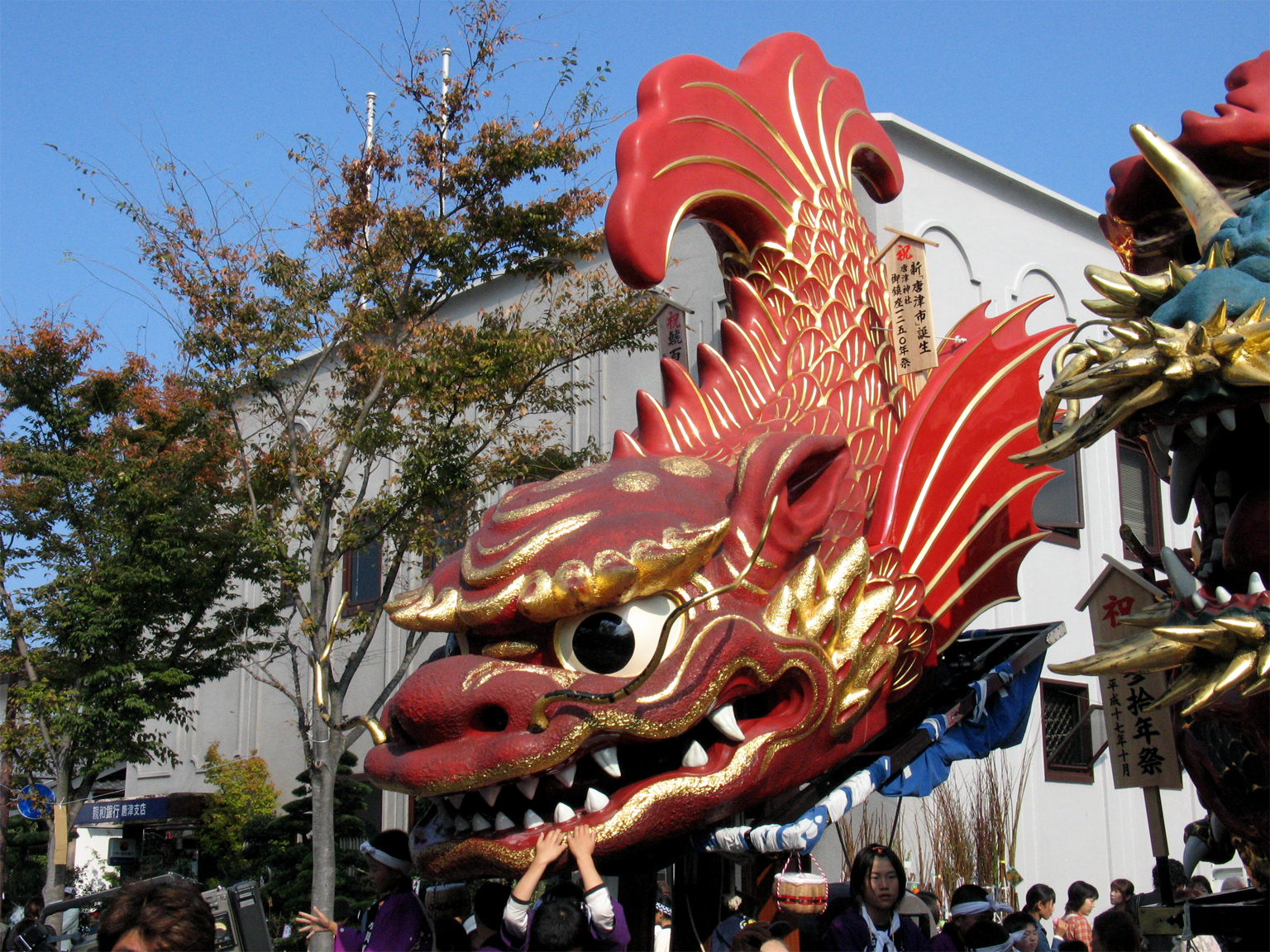
Festival Karatsu Kunchi de Kyūshū, désigné bien culturel folklorique important en 1980.

Le patrimoine ethnologique (民俗文化財, minzoku bunkazai), ou les biens culturels folkloriques, transcrit le rôle et l’importance des traditions dans la vie quotidienne des Japonais, par exemple cuisine, habillement, travaux, religion, représentations folkloriques, ainsi que les techniques associées.
Ces biens sont classés selon leur nature : matériels (tangibles) ou vivants (intangibles). Le patrimoine ethnologique vivant (無形民俗文化財, mukei minzoku bunkazai, ou biens culturels folkloriques intangibles) regroupe les us et coutumes, l’art de la table, la tenue de la maison, les pratiques religieuses, les événements annuels, ainsi que les arts folkloriques et les techniques liées. Les divers objets liés aux biens intangibles, tels que vêtements, outils, ustensiles ou autre, tombent dans la catégorie du patrimoine ethnologique matériel (有形文化財, yūkei minzoku bunkazai, ou biens culturels folkloriques tangibles). Les propriétés qui présentent une valeur particulière parmi ces deux catégories peuvent être respectivement désignées biens culturels folkloriques intangibles importants (重要無形文化財, jūyō mukei minzoku bunkazai) ou biens culturels folkloriques tangibles importants (重要有形文化財, jūyō yūkei minzoku bunkazai).
Le gouvernement finance la protection et la restauration de ces propriétés ; dans le cas de biens folkloriques intangibles importants, des fonds sont également alloués pour la formation des apprentis et la préservation des objets liés.
Au 1er février 2015, 286 biens intangibles et 214 biens tangibles étaient répertoriés dans cette catégorie, auxquels s’ajoutent un total de 2 380 désignations au niveau préfectoral et 11 143 au niveau communal,.

### Lieux de mémoire

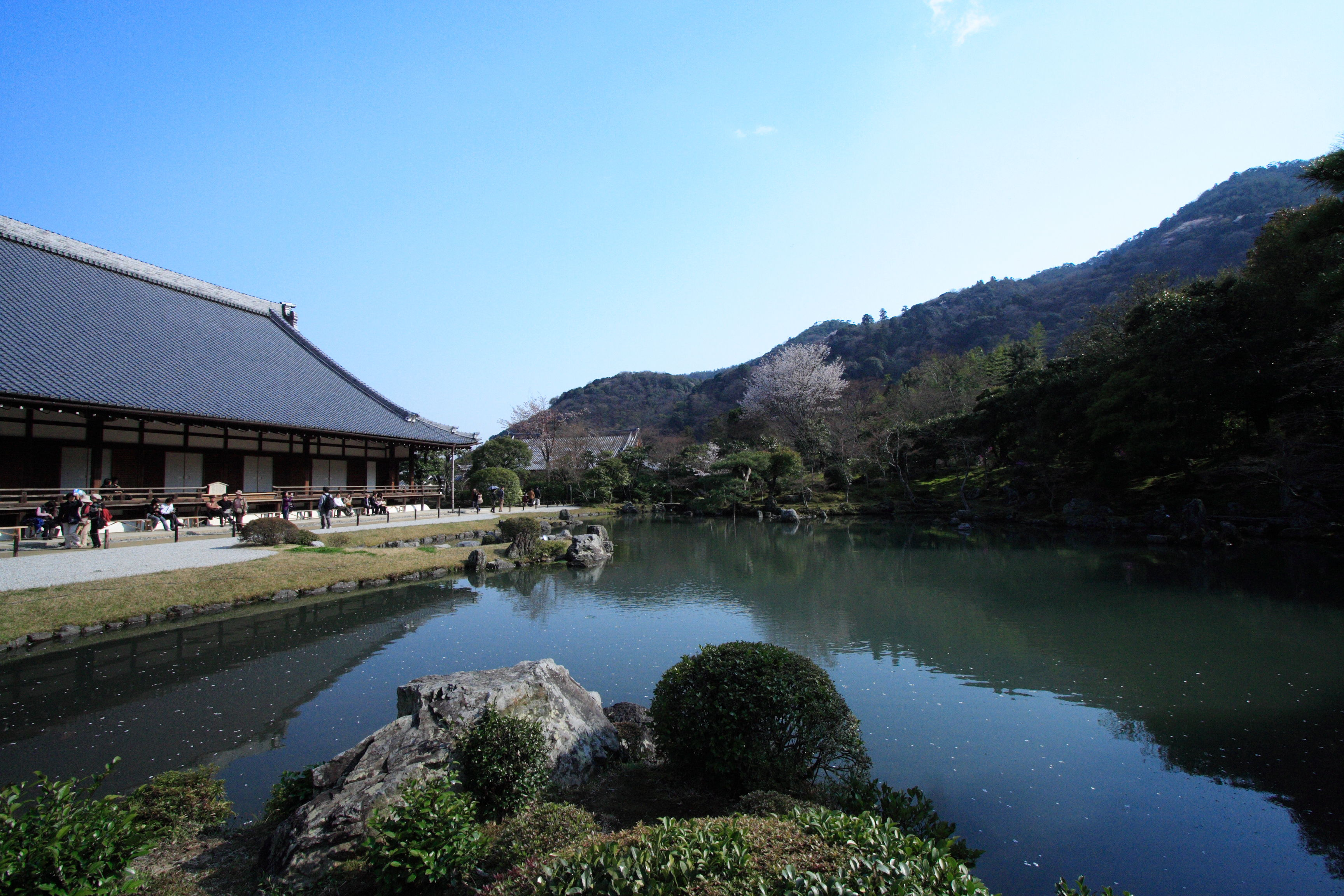
Le jardin du Tenryū-ji de Kyoto, classé site pittoresque.

Les lieux de mémoire (記念物, kinenbutsu) ou monuments regroupent en fait pour les Japonais sites historiques et sites naturels au sens large. Ils se découpent plus précisément en trois catégories, : 
- les sites historiques (史跡, shiseki?) (amas coquillier, tombes anciennes, sites de palais ou châteaux, clochers…) ;
- les sites pittoresques (名勝, meishō?) (jardins, ponts, gorges, montagnes…) ;
- les sites naturels (天然記念物, tennen kinenbutsu?) (animaux, plantes, formations géologiques ou minérales particulières…).

Les éléments les plus significatifs parmi ces trois catégories respectives peuvent être désignés comme « spéciaux (特別, tokubetsu) ». Tout risque d’altération de ce patrimoine doit faire l’objet d’une autorisation de l’Agence des affaires culturelles. Des aides financières pour l’acquisition et la conservation de tels sites sont possibles auprès des administrations locales.
Au 1er février 2015 étaient protégés 1 733 sites historiques (dont 61 désignés spéciaux), 383 sites pittoresques (dont 36 désignés spéciaux) et 1 012 sites naturels (dont 75 désignés spéciaux), en sus de quoi 6 230 enregistrements au niveau préfectoral et 24 734 au niveau communal doivent être comptés. Un même monument pouvant être inscrit dans plusieurs catégories (par exemple, le jardin Hama-Rikyū de Tokyo est classé en premier site pittoresque, et en second site historique), les chiffres ci-dessus ne tiennent compte que de la catégorie principale,,.

### Ensembles architecturaux traditionnels et secteurs préservés
La catégorie des ensembles architecturaux traditionnels (伝統的建造物群, dentōteki kenzōbutsu-gun), ou groupes de bâtiments traditionnels, a été créée afin de préserver des ensembles architecturaux anciens présentant, dans leur environnement, un attrait particulier. Il peut s’agir de villes, villes fortifiées, villes minières, quartiers marchands ou traditionnels, ports, villages de pêche et d’agriculture, etc.
Depuis l’amendement de 1975 à la Loi sur la protection du patrimoine, les sites les plus importants peuvent être désignés comme « secteurs préservés » par les municipalités, ou « secteurs préservés importants » par l’Agence des affaires culturelles, offrant une protection accrue et des fonds pour les rénovations. Des aides additionnelles peuvent être accordées sous forme de réduction d’impôts. La protection de secteurs traditionnels a d’abord été adoptée à Kyoto au début des années 1970, puis a été étendue à d'autres grandes villes du Japon afin de préserver des zones traditionnelles de l’urbanisation, bien que les interventions effectives restent limitées en pratique.
Au 1er février 2015, 109 groupes de bâtiments traditionnels ont été enregistrés au niveau national, 1 au niveau préfectoral et 110 au niveau communal,.

### Paysages culturels

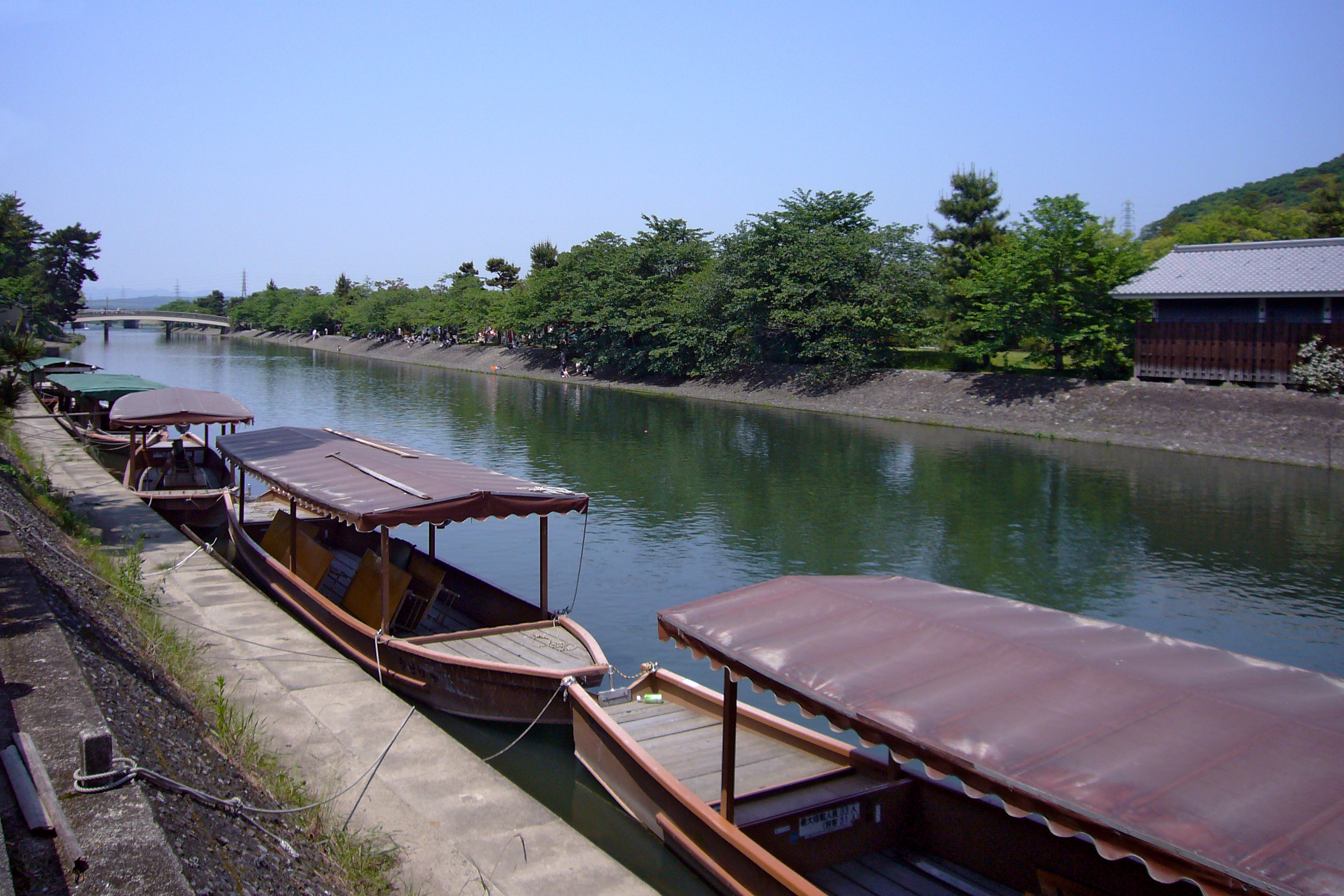
La ville d’Uji, près de Kyoto, désignée paysage exceptionnel.

Les paysages culturels (文化的景観, bunkazai keishiki) concernent les paysages façonnés tant par l’homme que par les caractéristiques naturelles d'une région, et qui sont indispensables pour saisir la façon de vivre des Japonais. Il s’agit par exemple de rizières en terrasse, villages de montagnes ou canaux. Les paysages les plus significatifs sont désignés paysages culturels importants, distinction qui concerne, au 1er février 2015, 47 zones du Japon, plus 9 au niveau préfectoral et 23 au niveau communal. La sélection de paysages culturels a été définie par un amendement de 2004 à la Loi sur la protection du patrimoine.

### Techniques de conservation du patrimoine

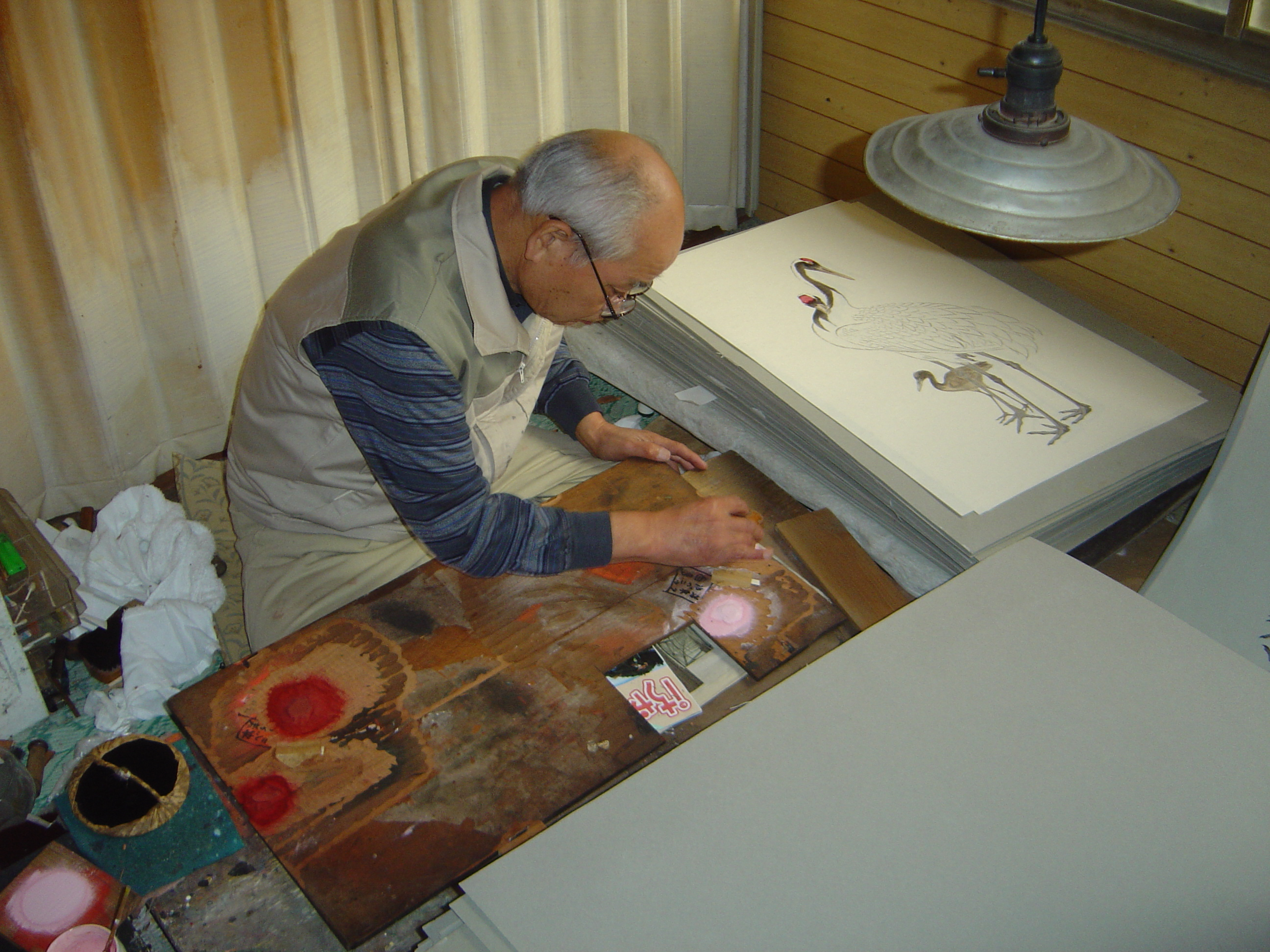
La technique de l'estampe ukiyo-e est protégée par la loi.

Les différentes techniques de fabrication des outils traditionnels nécessaires à la restauration et la préservation des biens culturels, ainsi que les méthodes de restauration et de conservation elles-mêmes, peuvent être classées comme techniques de conservation du patrimoine.
Cette forme de protection a été apportée par l’amendement de 1975 dans le but de lutter contre la disparition des artisans traditionnels en raison de l’industrialisation. Ces techniques, pouvant porter tant sur le patrimoine tangible qu’immatériel, incluent par exemple le montage de peintures et de calligraphies sur rouleaux, la réparation de laques et de sculptures en bois, la production de masques, costumes et instruments de théâtre nô,… Les techniques indispensables à la conservation de certains biens peuvent être nommées technique de conservation spéciale par le ministère de l’Éducation.
Parmi les organismes désignés pour leurs techniques figurent, par exemple, l’Association japonaise pour la conservation des monuments architecturaux (réparation et travail du bois), l’Association nationale pour la préservation des techniques de couvrement des sanctuaires et temples (toiture) ou l’Association pour la conservation des biens culturels (peintures, laques). La loi prévoit en outre des financements publics pour la transmission et la documentation de ces techniques.
Au 1er février 2015, 55 individus et 33 organisations détenaient une technique de conservation du patrimoine reconnue au niveau national, auxquels s’ajoutent 27 sélections préfectorales et 25 communales,.

### Patrimoine enfoui
Le patrimoine enfoui (埋蔵文化財, maizō bunkazai) regroupe les sites de fouille comme les tombes, les caves, les ruines ou autre.
Environ 465 000 lieux de fouille sont recensés au Japon actuellement. La loi dispose de plusieurs restrictions quant à l’excavation, et tout travail de fouille ou de construction dans les environs d’un site archéologique doit être signalé à l’État. Si la préservation du site s’avère impossible, les responsables sont tenus de couvrir les dépenses d’excavation dans la mesure du possible ; les administrations locales assurent les frais en dernier recours. De plus, tout objet trouvé sur un lieu protégé doit être rapporté à la police et devient propriété de la préfecture, excepté si son propriétaire est connu. L’objet peut éventuellement être désigné bien culturel à son tour. Ce système date des amendements de 1954 et 1975 à la Loi sur la protection du patrimoine, les biens enfouis étant auparavant inclus dans le patrimoine matériel. La mobilisation des archéologues et de l’opinion publique locale a beaucoup joué dans la protection des sites de fouille et le vote de ces amendements,.

## Patrimoine culturel enregistré
En plus du système de désignation décrit plus haut existe un système d’enregistrement (登録制度), qui offre un niveau de protection alternatif. Trois catégories sont concernées : biens tangibles, biens folkloriques tangibles et monuments.
Les biens culturels tangibles enregistrés (登録有形文化財) permettent un niveau de responsabilité moindre pour le détenteur que la désignation. Tout dommage ou altération touchant plus de 25 % de la surface visible, ou tout changement de propriétaire doivent être signalés à l’avance. En revanche, les propriétaires peuvent obtenir des emprunts à taux d’intérêt réduit pour la rénovation et la gestion, ainsi que des subventions pour les biens architecturaux et des réductions d’impôt jusqu’à 50 % des dépenses. Ce niveau de protection vise donc surtout à l’accompagnement et à l’assistance des propriétaires de biens enregistrés. Au 1er février 2015, il existait 9 951 bâtiments enregistrés et 14 objets d’art ou d’artisanat.
Les biens culturels folkloriques tangibles (登録有形民族文化財) permettent de protéger le patrimoine folklorique. Il n’y a pas d’enregistrement équivalent pour les biens folkloriques intangibles. Au 1er février 2015, 32 biens sont enregistrés.
Enfin, les monuments enregistrés (登録記念物) peuvent concerner les bâtiments construits à partir de la restauration Meiji, là encore pour fournir un niveau de protection basé sur l’accompagnement. Au 1er février 2015, 93 monuments étaient enregistrés,.

## Histoire de la protection du patrimoine au Japon

### Contexte
Les premières études sérieuses consacrées au patrimoine datent de l’époque d’Edo, avec les débuts de l’archéologie, des études nationales et du recensement de biens artistiques ou historiques ; le Shūko jisshu réalisé au début des années 1800 fait par exemple l’inventaire de près de 2 000 pièces classées en dix catégories. Une majorité de biens culturels du Japon appartenait à l’origine soit à un temple bouddhiste ou un sanctuaire shinto, soit à une famille d’aristocrates ou de samouraïs.
Tardivement avec la chute des Tokugawa à la fin de l’époque d’Edo (1868), le système féodal est remplacé par un nouveau régime nommé restauration Meiji, qui instaure une stricte séparation entre le bouddhisme et le shinto (shinbutsu bunri) et prône un retour au shinto comme seule religion d’État. Ce mouvement antibouddhiste (perçu comme le symbole des anciens maîtres du Japon) mène à la destruction de nombreux bâtiments et objets d’art liés à cette religion (mouvement nommé haibutsu kishaku, littéralement « abolir le bouddhisme et détruire Shākyamuni »),. En 1871, le gouvernement confisque les sites où sont érigés les temples et dépossède les seigneurs féodaux de leurs terres, causant de nouvelles destructions de résidences et châteaux historiques, ; selon les estimations, environ 18 000 temples bouddhiques sont fermés à cette époque. Le patrimoine est aussi fortement touché par l’industrialisation et l’occidentalisation rapides du pays, qui accentuent la marginalisation des institutions religieuses, le déclin des temples et la vente des biens culturels à l’étranger,,.

### 1871: premier plan de sauvegarde des biens anciens

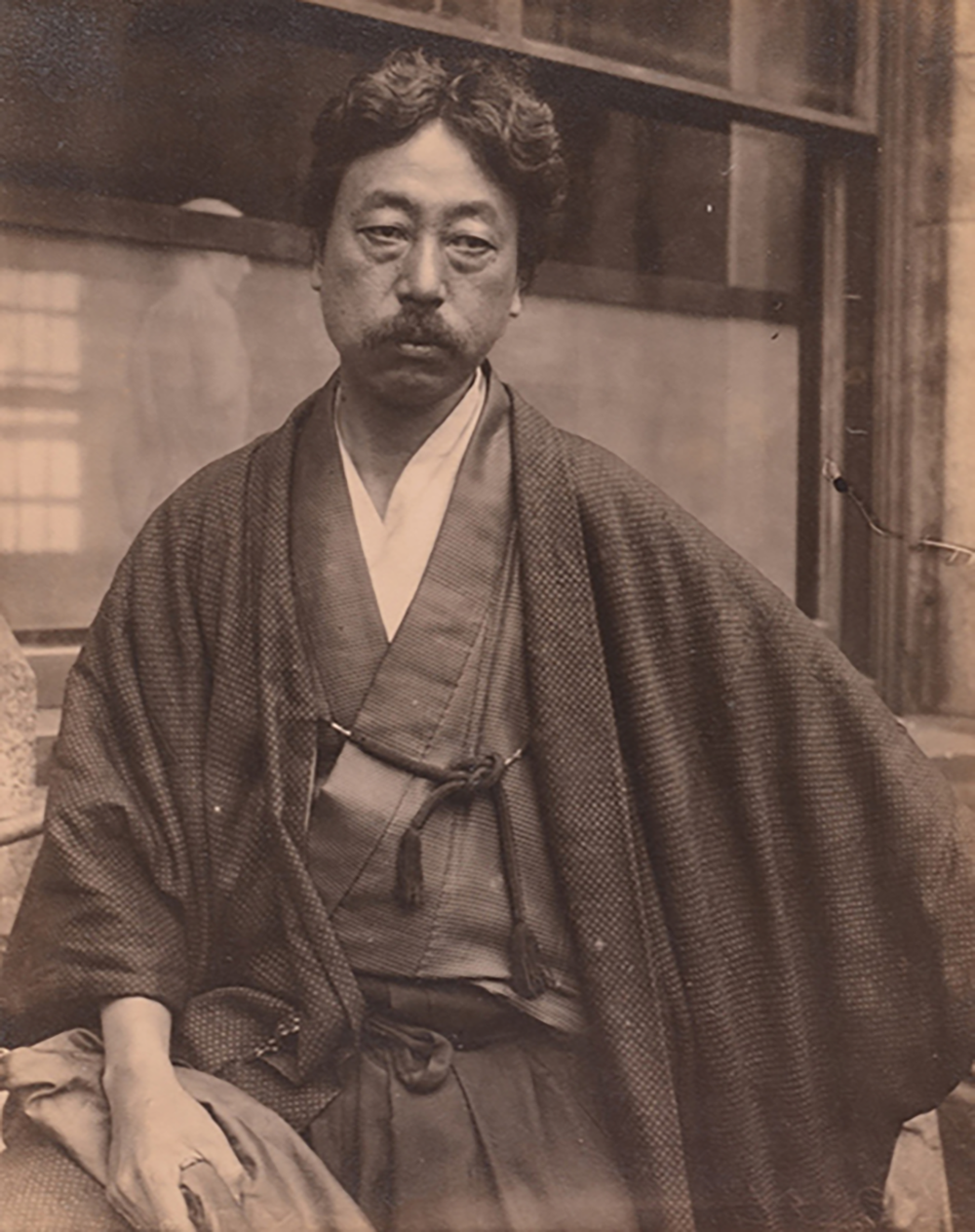
Okakura Kakuzō.

Les dégradations et pertes de biens artistiques et historiques bouddhiques au début de l’ère Meiji, ainsi que les échanges avec les Occidentaux et la fuite des trésors de l’archipel vers l’étranger, entraînent une prise de conscience sur le rôle du patrimoine et le besoin de le protéger,. Machida Hisanari et Tanaka Yoshio rédigent en 1871 pour le compte des nouvelles universités impériales un rapport inspiré par les systèmes de protection du patrimoine occidentaux (en particulier les musées, recommandés au département d’État (daijō-kan) qui adopte la même année un décret sur la protection des antiquités, intitulé Directive pour la protection des antiquités et des choses anciennes (古器旧物保存方, koki kyūbutsu hozonkata). Le document requiert de chaque préfecture, temple bouddhiste et sanctuaire shinto la liste de leurs biens artistiques et architecturaux significatifs,. Cependant, la priorité donnée à l’industrialisation du pays freine tout d’abord ces efforts. Fin 1871, le néologisme bijutsu (美術, art, beaux-arts) est également créé en vue de la participation du Japon à l’Exposition universelle de Vienne. L’année suivante, en 1872, une vaste mission commanditée par l’État permet d’établir un premier catalogue en cinq volumes, le Jinshin kensa kokibutsu mokuroku, du patrimoine japonais essentiellement religieux.
À partir de 1880, le gouvernement alloue des fonds pour la préservation de temples et sanctuaires anciens (les sanctuaires shinto bénéficient d’une telle aide dès 1874, grâce à l’instauration du shinto comme religion d’État),. En 1894, 539 lieux de culte ont bénéficié de ces fonds,,. Parmi les travaux effectués à cette époque figurent les restaurations de la pagode à cinq étages du Daigo-ji, du kondō du Tōshōdai-ji et du hondō du Kiyomizu-dera. Dans un rapport dirigé par Okakura Kakuzō et Ernest Fenollosa entre 1888 et 1897, environ 210 000 biens historiques ou artistiques de tout le Japon furent évalués et classés,. La fin du XIXe siècle est en effet marquée par un changement de politique et un regain d’intérêt pour l’héritage historique du pays succédant à l’enthousiasme de l’occidentalisation. L’histoire de l’architecture japonaise apparaît dans des curricula et les premiers ouvrages sur le sujet sont publiés à l’époque, grâce aux nouveaux inventaires de biens compilés dans le pays.

### 1897: Loi de préservation des temples et sanctuaires
Le 5 juin 1897, le gouvernement adopte la Loi pour la protection des anciens temples et sanctuaires (古社寺保存法, koshaji hozonhō) (loi numéro 49), première réglementation visant à préserver de façon générale le patrimoine culturel du pays,. Étaient protégés les œuvres architecturales et les objets d’art présentant un intérêt historique et artistique exceptionnel (article 2). Itō Chūta, architecte et historien de l’art, a dirigé la rédaction de la loi composée de vingt articles définissant le cadre et le système de subventions pour la préservation des bâtiments et objets d’art. Les subventionnements sont placés sous l’égide du ministère des Affaires intérieures (article 1), et la responsabilité des restaurations est déléguée aux autorités locales (article 3). Les fonds proviennent directement de l’État (article 8). Deux universitaires, Ernest Fenollosa et Okakura Kakuzō, jouent beaucoup pour l’écriture et l’adoption de la loi.

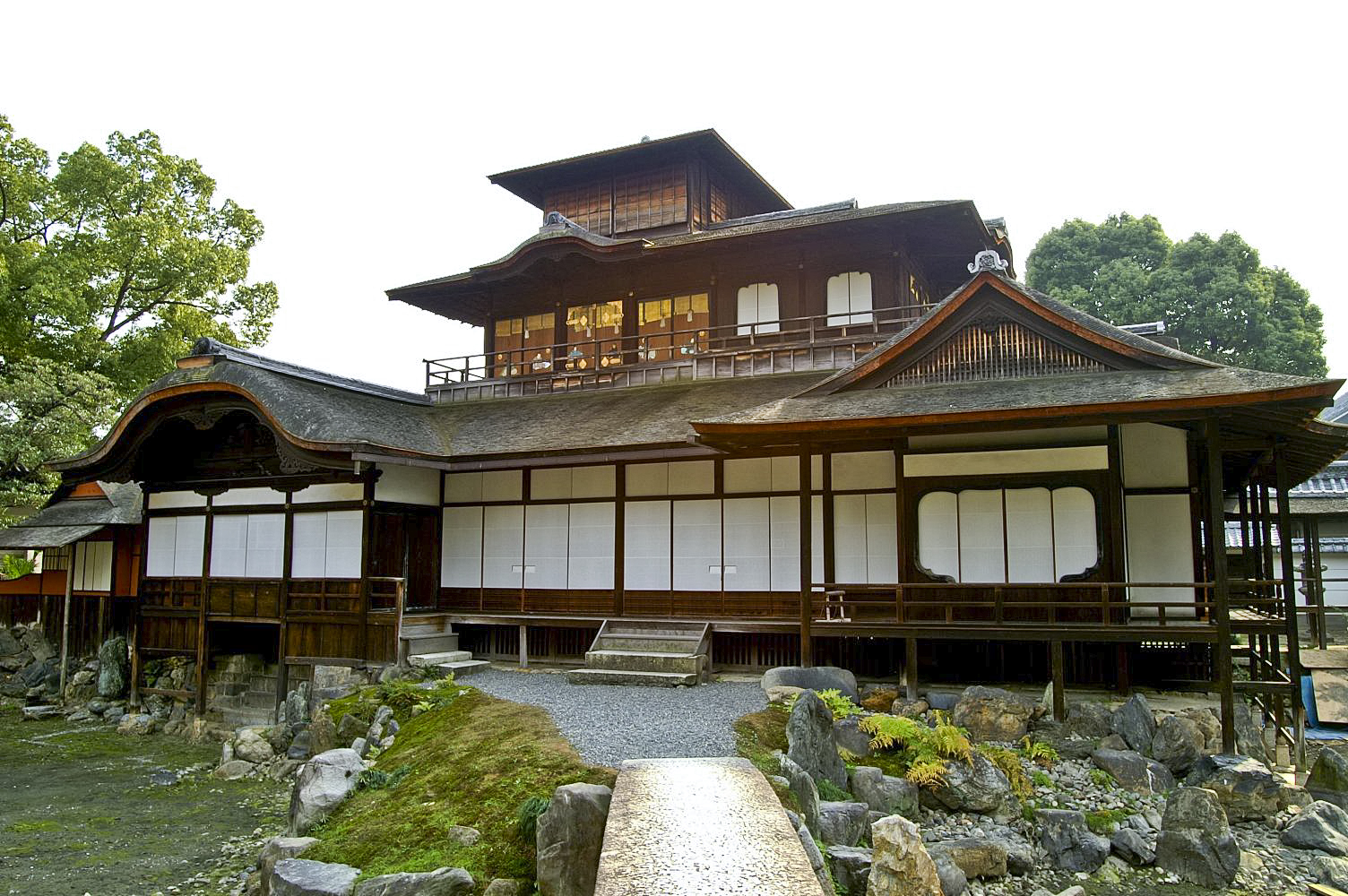
Le Hiunkaku du Nishi-Hongan-ji à Kyoto.

Cette première loi est complétée par une seconde le 15 décembre 1897 qui instaure un niveau de protection supérieur : les objets d’art en possession des temples et sanctuaires peuvent être désignés trésors nationaux (国宝, kokuhō) et les édifices religieux bâtiments spécialement protégés (特別保護建造物, tokubetsu hogo kenzōbutsu),. Les critères principaux pour de telles désignations relevaient d’une « qualité artistique supérieure » ou d’une « valeur historique particulière », ainsi que l’ancienneté. Ces biens désignés étaient classés en cinq catégories : peinture, sculpture, calligraphie, livre ou artisanat, ainsi que plus tard les sabres. Toutefois, seules les possessions des institutions religieuses étaient concernées, et non les biens privés. Le plafond des subventions pour les restaurations augmente de 20 000 yens à 150 000 yens, et des amendes sont prévues pour la destruction de biens culturels. Les biens désignés doivent être inscrits auprès des musées nouvellement créés, qui disposent en outre d’une option prioritaire en cas de vente. Initialement, 44 bâtiments de temples ou sanctuaires et 155 objets sont désignés, par exemple le kondō du Hōryū-ji,.
Ces deux lois de 1897 posent les fondements du système de protection moderne ; à cette époque, seuls sept pays européens (dont l’Angleterre, la France et la Grèce) possèdent une législation de préservation du patrimoine similaire. Les restaurations du Daibutsu-den du Tōdai-ji entre 1906 et 1913 sont menées grâce à ces lois. En 1914, l’administration des biens culturels est transférée au ministère de l’Éducation (de nos jours le ministère de l'Éducation, de la Culture, des Sports, des Sciences et de la Technologie).

### 1919: Loi sur la préservation des sites historiques, paysages culturels et monuments naturels
Le début du XXe siècle est marqué par la modernisation du pays qui transforme les campagnes et menace les sites historiques et naturels. Des organisations culturelles comme la Société de surveillance des anciens sites impériaux ou la Société pour l’étude et la protection de sites historiques et arbres âgés militent pour l’adoption d’une loi de préservation auprès de la Chambre des pairs. Il en découle en 1919 la Loi sur la conservation des vestiges historiques, des sites pittoresques et des espèces naturelles à préserver (史蹟名勝天然紀念物保存法, shiseki meishō enrenkinenbutsu hozonhō), étendant ainsi les mesures de protection déjà existantes pour les temples et sanctuaires.

### 1929: protection des trésors nationaux
En 1929, les premières lois de protection du patrimoine sur les temples et sanctuaires concernent environ 1 100 biens culturels, principalement des bâtiments religieux érigés entre le VIIe et le XVIIe siècle, dont quelque 500 ont bénéficié de restaurations, à 90 % sur les fonds de l’État. Ces restaurations à l’époque Meiji employaient souvent des matériaux et techniques modernes.

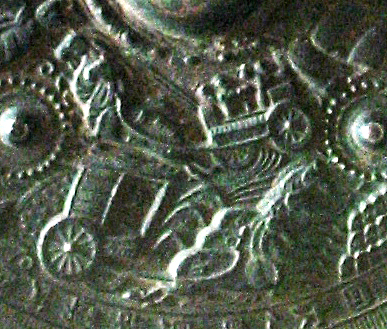
Miroir en bronze de la période Kofun. Trésor national

En 1929, la Loi de préservation des trésors nationaux (国宝保存法, kokuhō hozonhō) est promulguée le 1er juillet, en remplacement de celle de 1897 ; elle étend la désignation de trésors nationaux à tous les biens (qu’ils soient privés et publics) afin de restreindre leur exportation ou destruction,. Sont ainsi concernés en plus des possessions des temples et sanctuaires les châteaux, maisons de thé, résidences ou édifices religieux récents. En effet, nombre de ces biens sont passés des seigneurs féodaux (daimyos) à des propriétaires privés après la restauration Meiji. Parmi les premières résidences protégées par la loi figurent la villa Yoshimura d’Osaka (1937) et la villa Ogawa de Kyoto (1944). De plus, la désignation des trésors nationaux, auparavant réservée aux beaux-arts, s’étend désormais aux bâtiments, et conditionne toute altération des biens à l’autorisation de l’État.
Le cadre et les procédures de préservation du patrimoine sont illustrés par la restauration de la porte Nandaimon du Tōdai-ji de Nara. Il devint la norme qu’un architecte supervise les travaux sur place et rédige une documentation importante sur les plans, les résultats, les procédures, les sources historiques utilisés. Dans les années 1930, environ 70 à 75 % des dépenses sont assurés par l’État, le budget pour la protection du patrimoine augmentant même durant la Seconde Guerre mondiale.

### 1933: Loi pour la préservation des biens artistiques importants
Le Japon est touché par la Grande Dépression dans les années 1930. Afin d’empêcher la fuite d’objets d’art à l’étranger en raison de la crise économique, la Loi sur la préservation des beaux-arts importants (重要美術品等ノ保存ニ関スル法律, jūyō bijutsuhin tōno hozon ni kan suru hōritsu) est adoptée le 1er avril 1933. Elle définit une procédure de désignation plus simple et une protection temporaire concernant notamment l’exportation. Environ 8 000 biens, incluant temples, sanctuaires ou bâtiments profanes, sont protégés par cette loi. En 1939, 8 282 biens répartis en neuf catégories (peinture, sculpture, architecture, documents, livres, calligraphies, sabres, artisanats et ressources archéologiques) sont classés trésors nationaux et donc interdits à l’exportation.
Durant la Seconde Guerre mondiale, les Japonais entreprennent de camoufler de nombreux bâtiments, et d’installer des réserves d’eau et des protections anti-incendies à proximité. Néanmoins, 206 bâtiments désignés, comme le château de Hiroshima et le texte bouddhique du Tōdaiji Fujumonkō, sont détruits entre mai et août 1945,.

### Loi sur la protection du patrimoine culturel de 1950

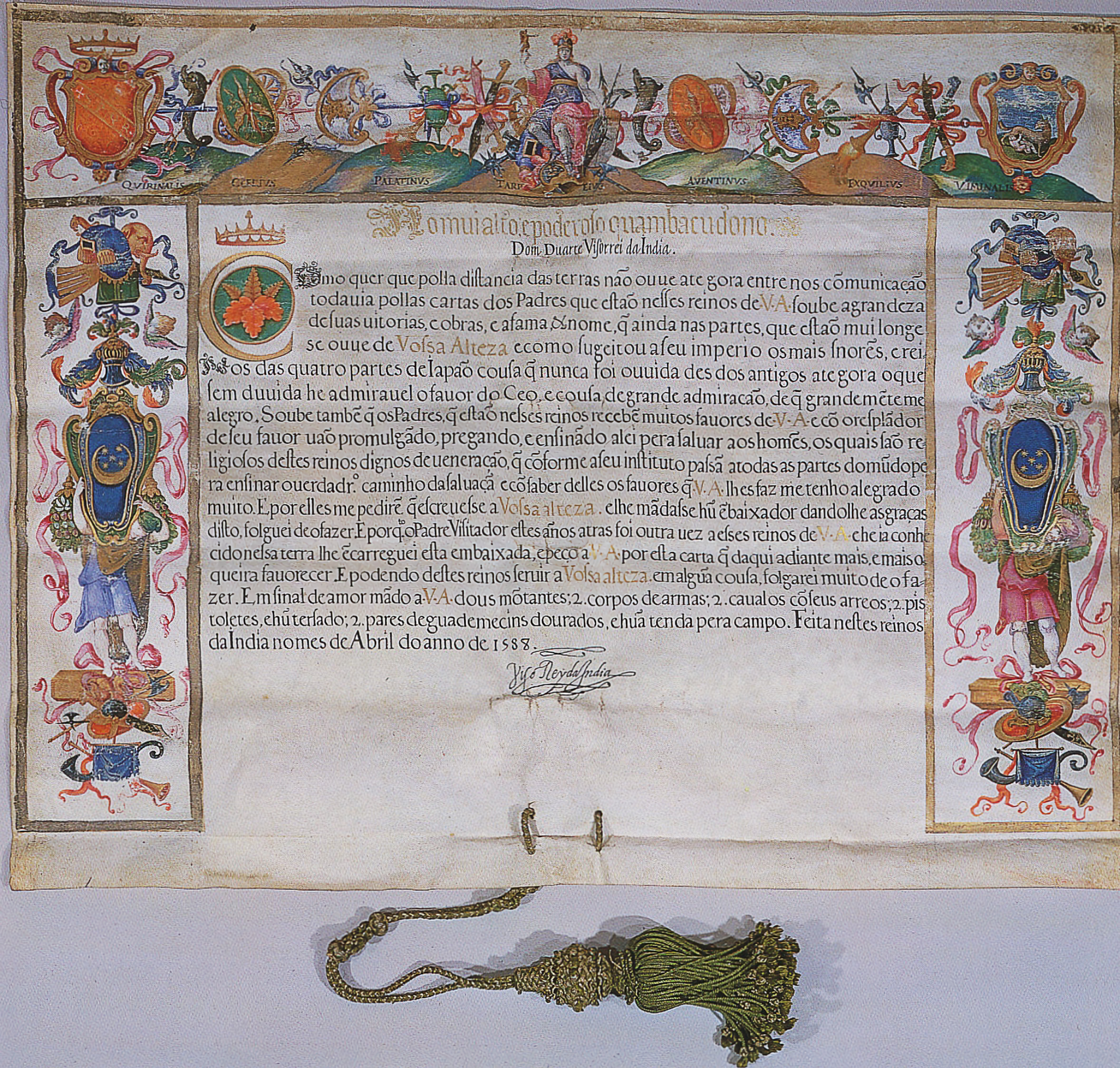
Lettre de Duarte de Menezes, vice-roi d’Inde portugaise, au daimyo Toyotomi Hideyoshi, reconnue trésor national,

Le 26 janvier 1949, le kondō (bâtiment principal) du Hōryū-ji, un des plus anciens ensembles en bois du monde et le premier temple protégé par la Loi de protection des anciens temples et sanctuaires, est sérieusement endommagé par un incendie, notamment des peintures murales très précieuses datant du VIIe siècle. Cette perte accélère la réorganisation de la protection du patrimoine au Japon qui prend la forme de la Loi sur la protection du patrimoine culturel (文化財保護法, bunkazai hogohō) ; adoptée le 30 mai 1950 et promulguée le 29 août de la même année, elle est toujours appliquée de nos jours,,,. Cette loi combine celles de 1919, 1929 et 1933, et couvre de plus le patrimoine intangible (immatériel), tel que le folklore,. En effet, avant 1950, seul le patrimoine intemporel de valeur particulièrement élevée et menacé de disparition pouvait être protégé ; la loi de 1950 englobe au contraire un large éventail de biens culturels, même en regard des standards internationaux,,. Son contenu réglemente la sélection des biens culturels, leur rénovation, altération ou exportation ainsi que des mesures pour leur protection et leur usage. Elle entraîne également la création du Comité pour la protection du patrimoine culturel, ancêtre de l’actuelle Agence des affaires culturelles.
Trois grandes catégories de biens sont définies, : 
- biens culturels matériels, vivants et sites historiques ;
- sites pittoresques ;
- monuments nationaux.

Les biens matériels sont décrits comme des objets d’un « haut intérêt artistique ou historique », ou bien des découvertes archéologiques d’un « haut intérêt académique ». Quant aux monuments, ils doivent se distinguer par leur architecture, leur technique de construction, leur valeur historique ou académique ou encore être représentatifs d’un mouvement artistique ou d’une région.
Pour les biens culturels matériels, deux niveaux de désignations sont instaurés : les biens culturels importants et les trésors nationaux,. Un bien important est nommé trésor national par le ministère de l’Éducation s’il présente un intérêt exceptionnel ou une valeur particulière pour le peuple japonais. Les précédents objets désignés trésors nationaux dans le cadre des anciennes législations sont initialement classés biens importants, et les premières désignations de trésors nationaux sont décidées le 9 juin 1951. La Diète (le parlement) décide en outre que tous les biens nommés au Patrimoine mondial de l’UNESCO doivent être protégés par la loi de 1950.
Yomamoto Yūzō, principal rédacteur de la loi, y propose le néologisme bunkazai (文化財), traduction littérale en japonais de l’anglais cultural property (bien culturel).

### Amendement de 1954
L’amendement de 1954 réorganise les trois catégories existantes en quatre : patrimoine matériel, patrimoine vivant, éléments du folklore (séparés des biens matériels) et monuments (qui regroupent les sites historiques, paysages et monuments naturels),. Un groupe supplémentaire pour les biens culturels enfouis est également introduit, séparé des biens tangibles, de même que les distinctions « biens culturels intangibles importants » et « biens folklores importants ».

### Loi de protection des anciennes capitales de 1966
Dans les années 1960, le spectre des bâtiments pouvant être désignés s’étend aux premiers exemples d’architecture occidentale au Japon, et la possibilité de protéger des infrastructures est étudiée. La Loi de protection des anciennes capitales de 1966 permet au Premier ministre de protéger des zones remarquables : secteurs préservés pour leurs paysages historiques où toute altération doit être notifiée à l’administration, et secteurs spéciaux où une autorisation doit nécessairement être obtenue pour toute altération. Seules les anciennes capitales d’Asuka, Kashihara, Tenri, Sakurai, Ikaruga, Nara, Kyoto et Kamakura sont concernées par cette loi, en raison de leurs nombreux trésors nationaux,.
En 1968, les tâches d’organisation et de gestion sont décentralisées aux préfectures. Dans le même temps, le Bureau pour la culture du ministère de l’Éducation et la Commission pour la protection des biens culturels fusionnent pour former l’Agence des affaires culturelles ; le Conseil pour la protection des biens culturels est également créé,.

### Amendements de 1975: sites historiques et techniques de préservation

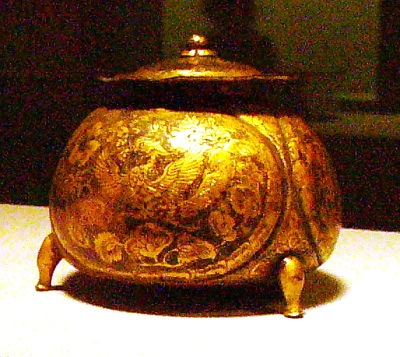
Récipient en bronze, jadis propriété du Hōryū-ji.

Deux amendements sont apportés à la Loi sur la protection du patrimoine culturel en 1975. Le premier permet d’étendre la loi sur les anciennes capitales pour couvrir toutes les communes du Japon, via deux désignations similaires : quartier protégé pour un groupe de bâtiments historiques et quartier protégé important,,,. Le second amendement concerne la protection non seulement des biens culturels, mais aussi des techniques de préservation de ces biens, en raison de la disparition progressive d’artisans traditionnels avec l’industrialisation.

### Document de Nara sur l'authenticité de 1994
Le fait que le patrimoine japonais soit principalement constitué de bois, et non de pierre comme en Occident, cela oblige à la reconstruction rituelle de ces monuments (comme pour le sanctuaire d'Ise qui est totalement reconstruit tous les vingt ans). Le concept d'« authenticité » des monuments historiques établi par la Charte de Venise de 1964 ne peut donc pas s'appliquer au Japon, ce qui incite les experts à se réunir à Nara pour délibérer et donner naissance au concept d'« authenticité immatérielle » et d'« authenticité progressive » par le Document de Nara sur l'authenticité.

### Amendements de 1996, 1999 et 2004
En 1996, le système particulier de désignation des biens culturels tangibles (biens importants ou trésors nationaux) est complété par la procédure d’enregistrement, soit une branche parallèle pour les biens ayant un besoin urgent de restauration, initialement restreinte aux bâtiments qui sont dans l’attente d’une désignation comme biens cultures importants. De nombreuses zones historiques ou industrielles depuis la fin de l’époque d’Edo jusqu’à l’ère Shōwa ont été enregistrées sous ce nouveau régime.

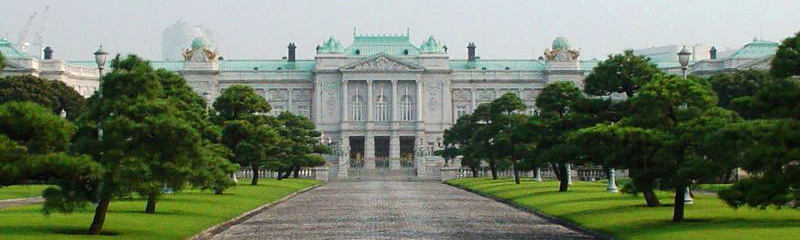
Le palais d'Akasaka, seul édifice moderne reconnu trésor national.

À partir de la fin du XXe siècle, l’Agence des affaires culturelles concentre principalement ses efforts sur la désignation de biens récents (entre 1868 et 1930) ou de régions sous-représentées. En 1999, la gestion des protections est transférée aux préfectures et aux villes désignées. Quant à l’amendement de 2004, il établit une nouvelle catégorie de protection (la sélection) pour les paysages culturels importants et ajoute les techniques folkloriques dans la définition des biens culturels folkloriques. Les biens enregistrés sont étendus aux beaux-arts et à l’artisanat, ainsi qu’aux biens culturels folkloriques tangibles.

## Contenu de la Loi sur la protection des sanctuaires et temples anciens de 1897

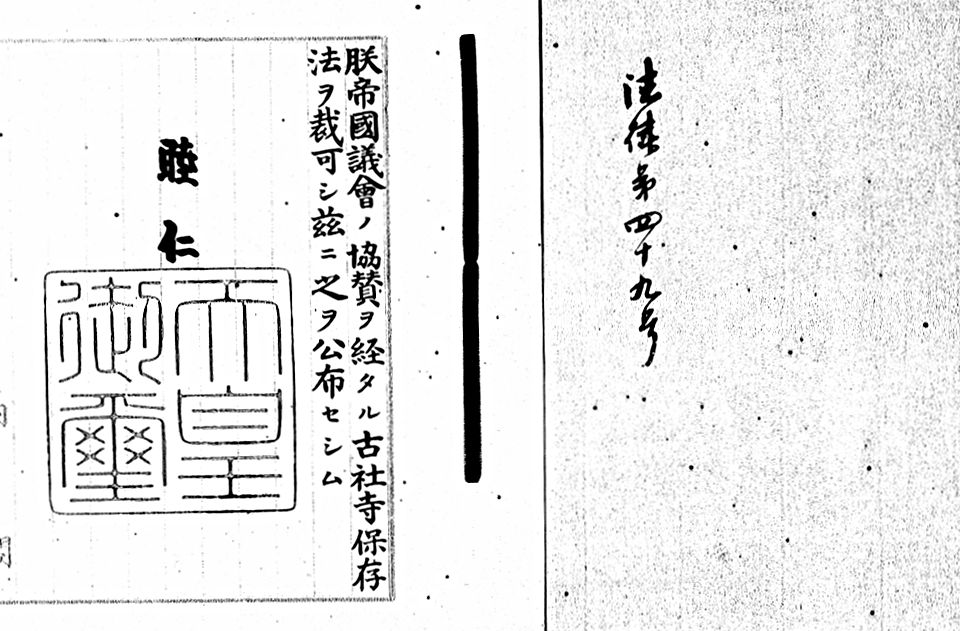
Signature de l'empereur Meiji et Sceau privé du Japon sur le texte original de la loi no 49 du 10 juin 1897 portant sur la protection des sanctuaires et temples anciens.

Le 10 juin 1897, le ministère de l'Intérieur du Japon promulgue la loi portant sur la protection des sanctuaires et temples anciens. L'expression « trésor national » apparaît pour la première fois dans un document officiel, et se trouve juridiquement définie : elle qualifie toute œuvre d'importance artistique ou historique exceptionnelle selon des critères établis par l'État (article 4),,.
Le texte législatif comprend 20 articles dont les quatre derniers sont des clauses additionnelles. Le premier fixe que le ministre d'État chargé des affaires intérieures a la responsibilité de gérer les demandes de financements pour la protection ou la réparation d'un bien classé— que ce soit un édifice religieux ou une œuvre d'art détenue par un temple ou un sanctuaire —,. L'aide financière pour la protection des œuvres d'art et des édifices religieux, dont la valeur culturelle ou historique a été établie par un comité d'experts, est imputable sur les fonds du Trésor public (article 2),. La responsabilité de la protection et la conservation des biens classés incombe aux représentants locaux de l'État (article 3),. Une commission d'experts consultative établit, sur proposition du ministère de l'Intérieur, le classement des œuvres et des monuments, et une liste des bâtiments et des œuvres d'art faisant l'objet d'une protection spéciale est publiée au journal officiel par le ministère (article 4). L'article 7 dispose que, sur ordre du ministère de l'Intérieur, tout propriétaire d'un trésor national a l'obligation de présenter au public dans un musée national ses biens classés. L'article 8 prévoit une compensation financière en cas de prêt à une institution muséale publique. Les articles 13 et 14 définissent des peines d'emprisonnement pour tout vol, toute destruction, perte par négligence, ou dissimulation d'un bien culturel classé trésor national. L'article 19 préfigure la loi de 1919 en indiquant que les sites historiques et les lieux célèbres associés à un temple ou un sanctuaire peuvent aussi bénéficier de mesures de protection dans le cadre de la loi.

## Contenu de la Loi de préservation des trésors nationaux de 1929

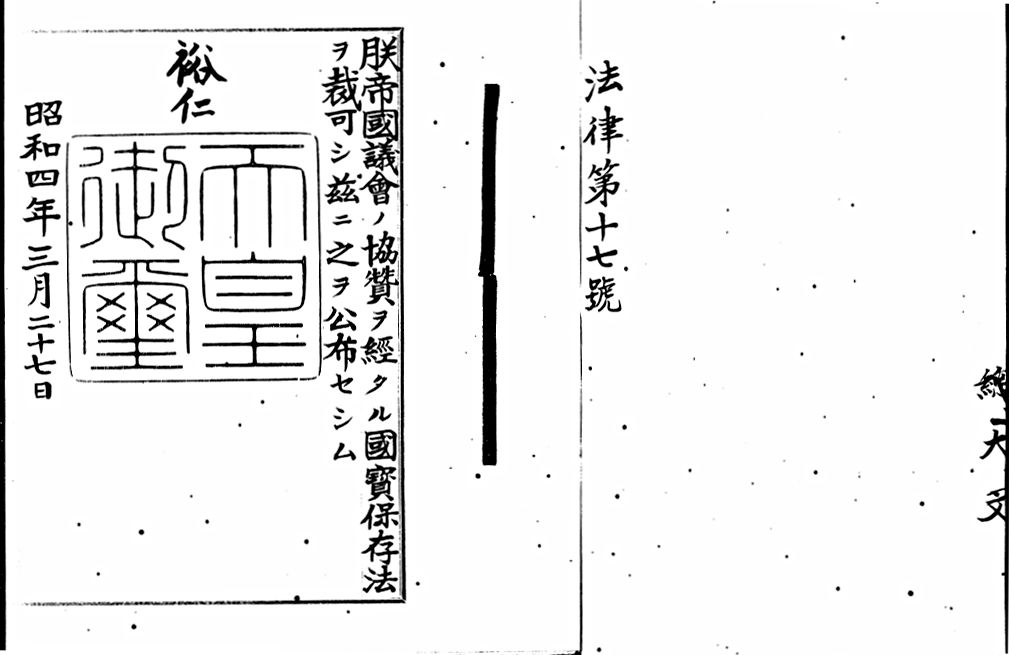
Signature de l'empereur Shōwa et Sceau privé du Japon sur le texte original de la loi no 17 du 27 mars 1929 portant sur la conservation des trésors nationaux (ordonnance impériale no 209).

Le 28 mars 1929, le parlement national japonais adopte la loi no 17 : la loi de Conservation des trésors nationaux (国宝保存法, Kokuhō Hozonhō) ; elle entre en vigueur le 1er juillet de la même année. Cette nouvelle législation abroge et remplace la loi de 1897 portant sur la protection des sanctuaires et temples anciens. La procédure de classement des biens culturels reste inchangée, et de nouvelles dispositions légales sont introduites concernant leur protection,.
La nouvelle règlementation étend le périmètre des biens culturels à protéger à tous les œuvres dont la valeur historique ou artistique est reconnue, et concerne non seulement les biens détenus par l'État, mais aussi ceux des départements, des entreprises et des particuliers ; l'expression « trésor national » est conservée pour désigner toute œuvre classée,,. Parmi les vingt-cinq articles du texte législatif, l'article premier crée le Comité pour la conservation des trésors nationaux, chargé de mettre la loi en application sous la tutelle du ministère de l'Éducation. L'article 3 introduit, pour la première fois, l'interdiction d'exporter, de jeter au rebut, ou de céder à un tiers un bien culturel classé sans une autorisation du ministère. L'article 4 dispose qu'un bien classé ne doit pas être altéré par son propriétaire sans l'accord préalable du ministère ; des aides financières sont prévues pour de nécessaires réparations,,. L'article 7 contraint tout propriétaire d'un trésor national à le rendre accessible au public dans une institution muséale nationale, chaque année pour une période inférieure à un an, selon un calendrier établi par le ministère ; et l'article 9 prévoit une compensation financière en cas de perte ou de dommages lors d'une exposition,. Les articles 20 à 23 précisent les sanctions en cas d'exportation ou de revente non autorisée (article 20), de recel, d'endommagement ou de destruction (article 21), de déplacement sans autorisation d'un bien culturel (article 22), et de manquement à l'obligation de faire une demande d'autorisation auprès le ministère avant tout transfert de propriété (article 23).

## Contenu de la Loi sur la protection du patrimoine de 1950

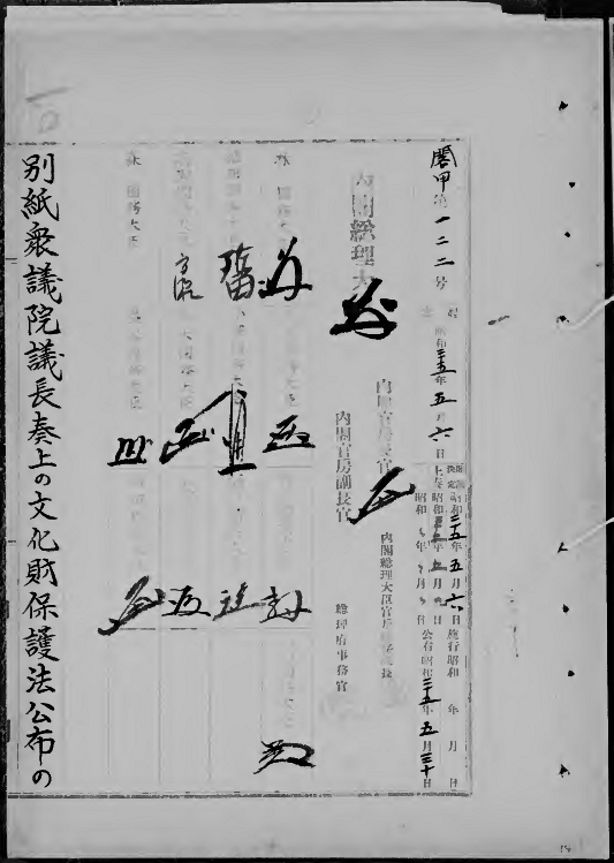
Signature de Shigeru Yoshida,, sur le texte de loi no 214 du 1 mai 1950 portant sur la protection des biens culturels.

La loi-cadre en vigueur se compose de treize chapitres (章) et 203 paragraphes (条), comme suit :
- Chapitre I : Provisions générales (articles 1 à 4)
- Chapitre II : supprimé par amendements (articles 5 à 26)
- Chapitre III Patrimoine matériel
  - Section 1 : Bien culturel important (articles 27 à 56)
    - Sous-section 1 : Désignation (articles 27 à 29)
    - Sous-section 2 : Propriété (articles 30 à 34)
    - Sous-section 3 : Protection (articles 34-2 à 47)
    - Sous-section 4 : Exposition publique (articles 47-2 à 53)
    - Sous-section 5 : Investigation (articles 54 à 55)
    - Sous-section 6 : Provisions additionnelles (articles 56)

  - Section 2 : Patrimoine matériel enregistré (articles 57 à 69)
  - Section 3 : Autre patrimoine matériel (article 70)
- Chapitre IV : Patrimoine vivant (articles 71 à 77)
- Chapitre V : Patrimoine ethnologique (articles 78 à 91)
- Chapitre VI : Patrimoine enfoui (articles 92 à 108)
- Chapitre VII : Sites historiques, pittoresques et naturels (articles 109 à 133)
- Chapitre VIII : Paysages culturels (articles 134 à 141)
- Chapitre IX : Secteurs préservés pour leurs paysages historiques (articles 142 à 146)
- Chapitre X : Protection des techniques de conservation du patrimoine (articles 147 à 152)
- Chapitre XI : Le Conseil pour la protection du patrimoine culturel (article 153)
- Chapitre XII : Provisions additionnelles
  - Section 1 : Consultations publiques et protestations (articles 154 à 161)
  - Section 2 : Provisions exceptionnelles (articles 162 à 181)
  - Section 3 : Organismes publics locaux et organismes éducatifs (articles 182 à 192)
- Chapitre XIII : Provisions pénales (articles 193 à 203).

## UNESCO
Le Japon est membre de l’UNESCO depuis 1992 et possède à ce titre quatorze sites inscrits au patrimoine mondial (onze biens culturels et trois naturels). Dix-huit formes d’expression culturelles figurent également au patrimoine culturel immatériel de l’humanité.
- Liste du patrimoine mondial au Japon
- Liste du patrimoine culturel immatériel de l’humanité au Japon

#### Articles de revue
- Marc Bourdier, « Le mythe et l’industrie ou la protection du patrimoine culturel au Japon », Genèses, vol. 11,‎ 1993, p. 82-110 (lire en ligne)
- Nicolas Fiévé, « Patrimoine et architecture au Japon : note sur les mots du monument historique », L’abus monumental. Actes des Entretiens du Patrimoine, Fayard, vol. 4,‎ 1999, p. 323-345
- Masahiro Ogino, « La logique d’actualisation. Le patrimoine et le Japon », Ethnologie française, Fayard, vol. 25, no 1,‎ janvier-mars 1995, p. 57-64
- Takashi Inada (trad. Laurent Nespoulous), « L’évolution de la protection du patrimoine au Japon depuis 1950 : sa place dans la construction des identités régionales » [« 1950年からの日本文化財保護法の展開と地域アイデンティティの形成 »], Ebisu, études japonaises, Tokyo, Maison franco-japonaise, vol. 52,‎ septembre 2015 (ISSN 1340-3656, DOI 10.4000/ebisu.1576, résumé, lire en ligne [PDF], consulté le 1er octobre 2016).
- Christophe Marquet, « Le Japon moderne face à son patrimoine artistique », Cipango. Cahiers d’études japonaises, INALCO, no hors série,‎ printemps 2002, p. 243-304 (lire en ligne)
- Christophe Pottier, « Notes sur la protection patrimoniale au Japon », Bulletin de l’École française d’Extrême-Orient, vol. 82,‎ printemps 1995, p. 339-351 (lire en ligne)
- (en) Geoffrey R. Scott, « The cultural property laws of Japan : social, political, and legal influences » [« Les lois du Japon sur la préservation des biens culturels : leurs influences sociales, politiques et juridiques »], Pacific Rim law & policy journal, Seattle, Faculté de droit de l'université de Washington, vol. 12, no 2,‎ février 2011, p. 88 (ISSN 1066-8632, OCLC 25734715, lire en ligne [PDF], consulté le 2 octobre 2016).
- (en) Emiko Kakiuchi, « Cultural heritage protection system in Japan : current issues and prospects for the futur » [« Système de protection du patrimoine au Japon : questions récentes et prospective »] [PDF], sur National Graduate Institute for Policy Studies (GRIPS), GRIPS research center, juillet 2014 (consulté le 26 novembre 2016).

#### Ouvrages
- Catherine Alassimone, Protection du patrimoine intangible et politique culturelle au Japon, Paris, Université Bordeaux III, 1999, 410 p. (ISBN 978-2-7351-1160-2, lire en ligne) (thèse de doctorat)
- Estelle Bauer, L’Action du bunkachô : Secrétariat d’État à la culture dans la société japonaise contemporaine : protection du patrimoine, création et diffusion de la culture, INALCO, 1991 (mémoire de maîtrise dirigée par Jean-Jacques Origas)
- Jean-Paul Demoule et Pierre-François Souyri, Archéologie et patrimoine au Japon, Paris, Éditions de la Maison des sciences de l’homme, 2008, 142 p. (ISBN 978-2-7351-1160-2, lire en ligne)
- (en) Siegfried R. C. T. Enders (dir.), Niels Gutschow (dir.) et Christoph Henrichsen, Hozon : architectural and urban conservation in Japan [« Conservation architecturale et urbaine au Japon »], Stuttgart, Édition Axel Menges, 1998, 207 p. (ISBN 978-3-930698-98-1 et 3930698986, OCLC 40840501, lire en ligne).
- (en) William Howard Coaldrake, Architecture and Authority in Japan [« Autorité et architecture au Japon »], Londres, Routledge, coll. « Nissan Institute/Routledge Japanese studies series », 1996, 337 p. (ISBN 978-0-415-10601-6 et 041510601X, OCLC 226376456, lire en ligne).
- (en) Walter Edwards, « Japanese Archaeology and Cultural Properties Management: Prewar Ideology and Postwar Legacies », dans Jennifer Ellen Robertson, A Companion to the Anthropology of Japan. Blackwell Companions to Social and Cultural Anthropology (illustrated ed.), Oxford: Wiley-Blackwell, 2005 (ISBN 0-631-22955-8), p. 36–49.
- (en) Kate Fitz Gibbon, Who owns the past? : cultural policy, cultural property, and the law. Rutgers series on the public life of the arts (illustrated ed.), Rutgers University Press, 2005 (ISBN 0-8135-3687-1).
- (en) Christine M. E. Guth, « Kokuhō : from dynastic to artistic treasure », dans Hubert Durt, François Macé, André Kneib, Anna Seidel, Anne Bouchy, Christine M. E. Guth et al., Cahiers d'Extrême-Asie :  mémorial Anna Seidel [« Kokuhō : de trésor dynastique à trésor artistique »], vol. 9, t. 2 (revue), Paris, Éditions de l'école française d'Extrême-Orient, 1996 (ISSN 2117-6272, OCLC 754142463, DOI 10.3406/asie.1996.1122, lire en ligne [PDF]).
- (en) Jukka Jokilehto, A history of architectural conservation. Butterworth-Heinemann series in conservation and museology, Conservation and Museology Series (illustrated, reprint ed.), Oxford: Butterworth-Heinemann, 2002, 354 p. (ISBN 0-7506-5511-9).
- (en) Brian J. McVeigh, Nationalisms of Japan : managing and mystifying identity, Lanham: Rowman & Littlefield, 2004, 333 p. (ISBN 0-7425-2455-8, lire en ligne).
- (ja) Kanehiko Yoshida, Tsukishima Hiroshi, Ishizuka Harumichi et Tsukimoto Masayuki, Kuntengo Jiten, Tōkyō, Tōkyōdō Shuppan, 2001 (ISBN 4-490-10570-3).
- Nicolas Fiévé, « Pour un regard critique sur les politiques de préservation du paysage urbain dans la ville de Kyôto au XXe siècle », dans Brigitte Lestrade, Cultures croisées Japon-France : un regard sur les défis actuels de notre société, L’Harmattan, 2008 (ISBN 9782296049369, lire en ligne)
- Claire Gallian, « Système de protection du patrimoine dans la ville japonaise », dans Augustin Berque, La Qualité de la ville. Urbanité française, urbanité nippone, Maison franco-japonaise, 1987
- Takashi Inada, « La mise au jour de structures inédites de grandes dimensions au Japon et la restitution d’un paléopaysage », dans Jean-Paul Demoule, L’Archéologie préventive dans le monde, La Découverte - Inrap, 2007 (ISBN 9782707152121)
- (en) Dōshin Satō (trad. du japonais par Hiroshi Nara), Modern Japanese Art and the Meiji State : the Politics of Beauty [« 明治国家と近代美術 : 美の政治学 »] [« L'art moderne japonais sous l'ère Meiji »], Los Angeles, Getty Research Institute,‎ 2011 (1re éd. 1999), 365 p. (ISBN 978-1-60606-059-9 et 1606060597, OCLC 913055784, lire en ligne).